# آنتونی بارنس
آنتونی بارنس (انگلیسی: Anthony Barness؛ زادهٔ ۲۵ فوریهٔ ۱۹۷۳) بازیکن فوتبال اهل بریتانیا است.
از باشگاه‌هایی که در آن بازی کرده‌است می‌توان به باشگاه فوتبال وستهام یونایتد، باشگاه فوتبال چارلتون اتلتیک، باشگاه فوتبال چلسی، باشگاه فوتبال بولتون واندررز، باشگاه فوتبال ساوتند یونایتد، باشگاه فوتبال پلیموث آرگیل، باشگاه فوتبال میدلزبرو، باشگاه فوتبال لوس، و باشگاه فوتبال گرایس اتلتیک اشاره کرد.